# Смирнов, Иван Николаевич (историк)
Ива́н Никола́евич Смирно́в (7 [19] января 1856, село Арино, Казанская губерния — 15 [28] мая 1904, Казань) — российский историк и этнограф, ординарный профессор Императорского Казанского университета по кафедре всеобщей истории.

## Биография
Сын священника. Родился 7 [19] января 1856 года в селе Арино Царевококшайского уезда Казанской губернии (ныне — в Моркинском районе Республики Марий Эл). Начальное образование получил в казанском духовном училище, а среднее — в казанской духовной семинарии. В 1874 году поступил в Казанский университет на историко-филологический факультет. В 1878 году окончил курс кандидатом и был оставлен при университете профессорским стипендиатом для приготовления к кафедре всеобщей истории. Его магистерская (1881) и докторская (1885) диссертации были посвящены истории Далмации. 30 мая 1881 года И. Н. Смирнов был избран доцентом по кафедре всеобщей истории, ординарным профессором которой состоял в то время Н. А. Осокин. В университете И. Н. Смирнов читал лекции по культурной истории славян. С 1 октября 1884 года Смирнов был возведён в звание экстраординарного профессора, а с 25 ноября 1886 года — ординарного.
Скончался 15 [28] мая 1904 года в Казани после продолжительной болезни (саркомы).

## Важнейшие сочинения И. Н. Смирнова
- «Восточные финны, историко-этнографический очерк. Т. I. Приволжская, или Булгарская, группа. Ч. I. Черемисы, ч. II. Мордва. Т. II. Прикамская, или Пермская, группа. Ч. I. Вотяки, ч. II. Пермяки» (печаталось в «Трудах казанского общества истории, археологии и этнографии»; удостоено Уваровской премии в 1896 году). Это сочинение Смирнова основано как на изучении печатного материала о финно-уграх, так и на непосредственных наблюдениях автора: он предпринял экспедицию для собирания лингвистического и мифологического материала, а также для исследования истории финнов по архивам нижегородской и тамбовской архивных комиссий. Смирнов излагает постепенный ход расселения отдельных народностей приволжских финнов, дает картину первоначальной их культуры и влияния на них русских, а также современной их духовной и религиозной жизни, семьи, общины, религиозного их миросозерцания и т. д. Этот труд Смирнова, заключая в себе подробное научное исследование финских народностей среднего Поволжья и Прикамья, является важнейшим историко-этнографическим трудом в этой области.
- «Очерки культурной жизни южных славян». В 3-х тт. (Казань, 1900—1904).
- «Этнография на казанской научно-промышленной выставке» (Казань, 1890).
- «Юбилей Императорского Московского археологического общества и VIII археологический съезд» (Казань, 1890).
- «Задачи и значение местной этнографии» (Казань, 1891).
- «Воспоминания об эпохе каннибализма в народной поэзии вотяков» (в «Занятиях VIII археологического съезда», М., 1890).
- «Бесермяне Вятской губернии» (ibid.).
- ряд статей в «Этнографическом Обозрении».
- Очерк истории Хорватского государства. — Казань, 1879.
- О влиянии волжских болгар на черемис // Черемисы: Историко-этнографический очерк. — Казань: Типография Императорского университета, 1889. — С. 19—24.
- Волжские болгары.